# Julián del Casal
José Julián Herculano del Casal y de la Lastra (Havanna, Kuba, 1863. november 7. – Havanna, 1893. október 21.) kubai költő. Egészen fiatalon kezdett írni, később pedig a latin-amerikai modernista expresszionizmus egyik előfutára lett.
Művészetére hatott a francia költészet, és később Rubén Darío és a modernizmus.

## Élete
Julián del Casal családja nem volt gazdag, de kényelmesen éltek. Édesanyja, a kubai Maria del Carmen de la Lastra y Owens 1868-ban meghalt, amikor Casal négy éves volt. Spanyol származású édesapja, Julián del Casal y Ugareda, nevelte fel, aki 1885-ben halt meg; Casal ekkor huszonkét éves volt.
Casal katolikus családban látta meg a napvilágot, majd két hónapos korában, a Santo Angel Custodio templomban, december 23-án Don José de la Lastra és Doña Matilde de la Lastra y Owens megkeresztelték.

### Képzése

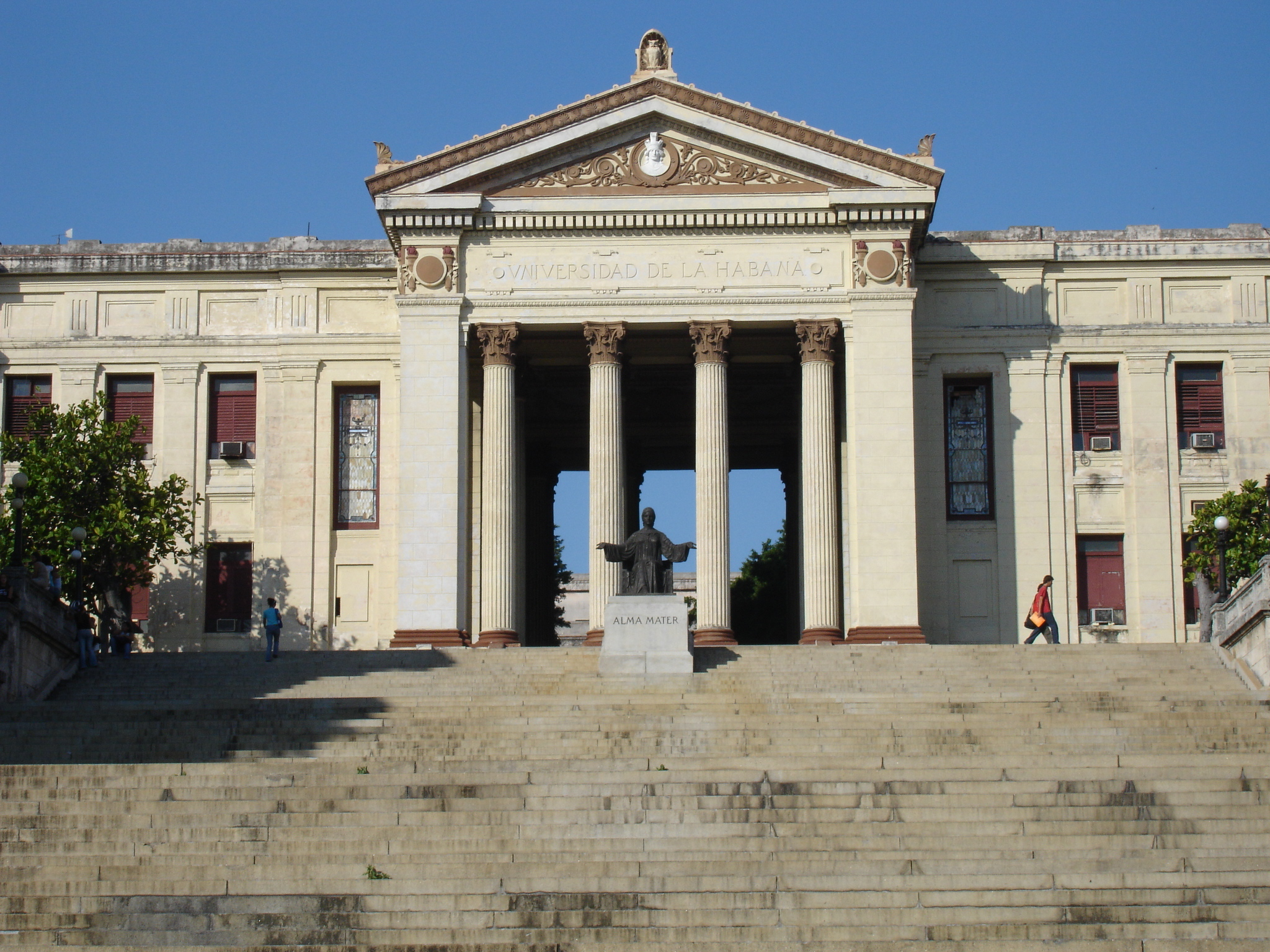
A Havannai Egyetem

Casal 1870-ben kezdett tanulni a hagyománytisztelő, beléni (Belén Havanna része) El Real Colegio nevű iskolában. 1880-ban szerzett főiskolai szintű diplomát. Ezután a Havannai Egyetem jogi iskolájába iratkozott be. 1881-ben megkezdte tanulmányait, de ez nem tarthatott sokáig, a család anyagi helyzete miatt ott kellett hagynia tanulmányait. Az egyetem után írói karrierjét építette, és pénzügyi tisztviselőként dolgozott.

## Karrierje
Casal már tizennégy éves korában társult egyik középiskolai osztálytársával, Arturo Morával és saját újságot kezdett megjelentetni. Az újság címe El Estudiante, periódico clandestino y manuscrito (A Diák, titkos és kéziratos újság) volt. Az iskola befejezése után publikálta első munkáját egy tudományos, művészeti és irodalmi folyóiratban. Casal versének címe El Ensayo (Kísérlet) volt, és ez a vers lett az első, kubai költőtől származó verspublikáció a kubai sajtóban. Ugyanabban az évben kezdte meg tisztviselői munkáját a kubai Államkincstárnál. Írói karrierje akkor kezdett felívelni, amikor 1885-ben Casal a La Habana Elegante című kubai magazinban kezdett publikálni, amely a kor modernista mozgalmának szócsöve volt. 1888-ban az El Figaro című lapban is írni kezdett. Ugyanabban az évben utazott el Madridba.
1889-ben Casal visszatért Kubába, ahol bekapcsolódott a Galeria Literaria találkozóinak szervezésébe. 1890-ben jelent meg első könyve Hojas al Viento címmel, és részt vett a La Discusión szerkesztésében is. A következő évben már a La Habana Literaria lapban is publikált. Második könyve, a Nieve (Hó) 1892-ben jelent meg; ebben az évben találkozott Rubén Darío íróval, aki az El Clavicordio de la Abuela (A nagymama klavikordja) című könyvét dedikálta Casalnak. 1893-ban sűrű kapcsolata alakult ki Daríóval, egy cikket is írt róla, valamint élete vége felé Casal levelet is küldött Daríónak.

### Művei
Casal mindössze két verses kötet írt, az Hojas al viento (Levelek a szélben) és a Nieve (Hó) címűeket. Utolsó kötetét, a Bustos y rimas címűt nem tudta befejezni, de Casal halála után, barátja és kollégája, Enrique Hernández Miyares közreműködésével mégis megjelenhetett. Ez a kötet abban különbözik korábbi munkáitól, hogy egyszerre tartalmaz prózát és verseket is. Az Hojas al viento negyven kilenc verset tartalmaz, ezek Casal korai írói stílusát jelképezik. A gyűjtemény versei nagyrészt korabeli eseményekről szólnak, néhányról feltételezték, hogy "imitációk", más írók hatása érződik rajtuk. Kortársai pozitívan fogadták a kötetet, egy ígéretes költő korai műveként tekintették.
Casal folytatta versei közlését a különböző kubai periodikákban, majd 1892-ben kiadta ezek gyűjteményét, Nieve címmel. A kötet öt fejezetre oszlik, a fejezetekben olvasható versek téma szerint kerültek csoportosításra. Az első fejezetben (Bocetos antiguos) pogány és Judeo-Keresztény mondakörből származó témával találkozunk; a második (Mi museo ideal) pedig arról nevezetes, hogy Gustave Moreau művészete inspirálta őket, akivel Casal folyamatos levelezésben állt. A harmadik fejezet (Cromos españoles) jól ismert spanyol szóképekre épülő költeményeket tartalmaz. A negyedik (Marfiles viejos) tizenhat szonettet tartalmaz, amelyek a költő élettel kapcsolatos félelmeiről és szorongásairól szólnak. Az ötödik egyben utolsó fejezet (La gruta del ensueño) tizenhét vegyes költeménnyel zárja le a gyűjteményt. A Nieve sikert aratott bár kritikusak voltak vele, több kortársa úgy érezte, hogy Casal művel túl sötétek és pesszimisták.

## Később

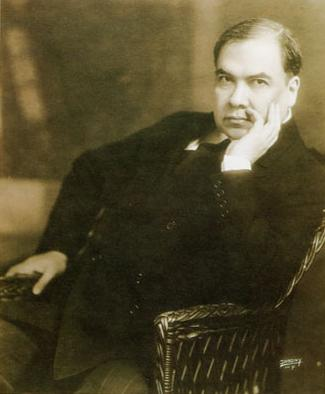
Casal barátja és kollégája, Rubén Darío

Julián del Casal haláláig, 1893 októberéig folyamatosan publikált. Az év második felében cikket írt kollégájáról, Rubén Daríóról, a modernizmus híres szülőatyjáról, a La Habana Elegante című kubai magazinba. Casal hozzáfogott utolsó könyvéhez, a Bustos y Rimas-hoz is. Halálát megelőzően Casal Rubén Darío részére küldött levelében elmélkedett a halálról. Nem sokkal ez után Casal egy kollégájánál volt, ahol agyvérzést kapott a vacsoránál folytatott beszélgetés során. Néhány nap múlva meghalt és a családi sírhelyre temették. Bustos y Rimas című utolsó könyvét kollégája és barátja, Enrique Hernández Miyares fejezte be, és röviddel Casal halála után jelent meg.

## További információ
- Julián del Casal Kritika Archiválva 2011. május 27-i dátummal a Wayback Machine-ben (angolul)
- Julián del Casal szerzői profil (spanyolul)